# Confederação Brasileira de Vela
A Confederação Brasileira de Vela e Motor (CBVM) foi até 2013 o órgão responsável pela organização dos eventos e representação dos atletas de Iatismo no Brasil. Era filiada ao Comitê Olímpico Brasileiro e as organizações internacionais International Sailing Federation e Pan American Sailing Federation.